# Пневмопробійник
Пневмопробійник, пневматичний пробійник (неофіційна назва кріт) — пристрій для проходження ґрунту у горизонтальному напрямку для прокладки кабельних мереж неглибокого залягання під окультуреними та непридатними для розкопки поверхнями — тротуарним та дорожнім полотном, рейковим полотном, у випадках, коли риття траншеї буде супроводжуватися руйнацією покриття та дороговартісним відновленням. Пневматичне протискання ґрунту є альтернативою горизонтально направленного буріння та застосовується для незначних діаметрів та відрізків проходження. Також, пневмопробій грунту є набагато дешевшою технологією чим горизонтально направлене буріння.
Серед недоліків — не завжди достатньо контрольований напрямок руху, наприклад при зустрічі захоронених у ґрунті перешкод — гранітних валунів, шматків бетону, — у таких випадках пневмопробійник важко контролювати то він може змінити свій напрямок руху, загубитися у товщі грунту, вискочити на поверхню зруйнувавши асфальт, тоді як горизонтально направлене буріння є більш контрольованим та менше залежить від подібних перешкод.
Технологія була вже розповсюджена ще у минулому столітті (пневмопробійники  ІП-4603, ІП-4605) ввиду своєї дешевизни та легкості застосовуватися у місцях, де довжина буріння незначна, а шлях ненасичений комунікаціями. Технологія складається з компресора, шлангу високого тиску, та самого пневмо пробійника до якого шланг приєднуються. До пневмобробійника може кріпитися труба, трос, або кабель який протягують.
Для роботи викопують два котловани, пневмопробійник встановлюють за напрямком пробою. На протилежному кінці переходу викопують приймальний котлован. Після виходу пневмопробійника в приймальний котлован в отвір закладають труби. Пневмопробійник використовують при прокладанні труб діаметром до 200 мм; труби великих діаметрів вдавлюють гідродомкратом.